# Shanieka Ricketts
Shanieka Ricketts, född 2 februari 1992, är en jamaicansk friidrottare som främst tävlar i tresteg.

## Karriär
Vid Världsmästerskapen i friidrott 2019 tog Ricketts silver i tresteg. I juli 2022 vid VM i Eugene tog hon återigen silver i tresteg efter ett hopp på världsårsbästat 14,89 meter. Vid OS 2024 tog hon silver i tresteg.